# Argamassa polimérica

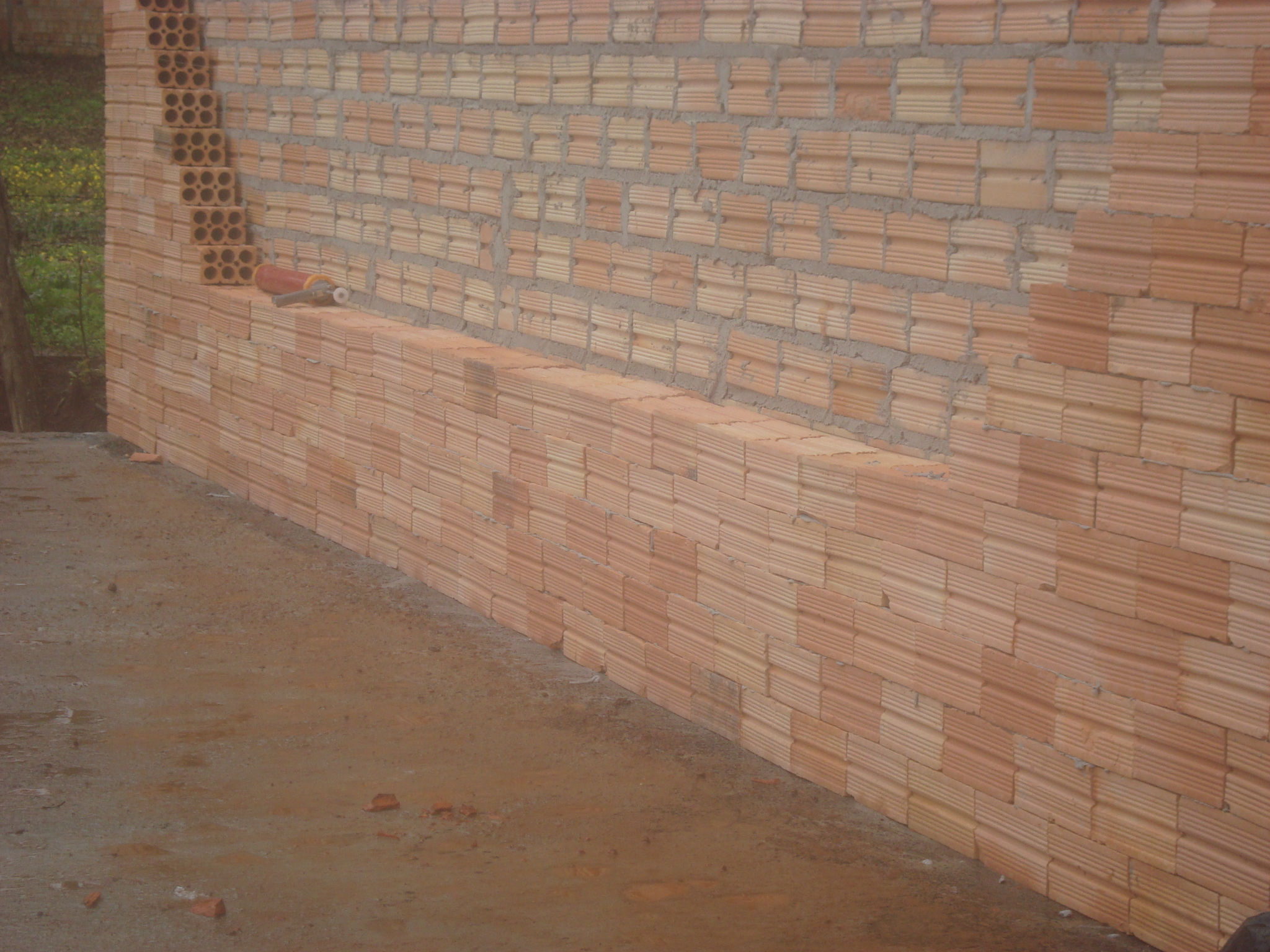
Parede construída com argamassa polimérica em frente à parede construída com argamassa convencional

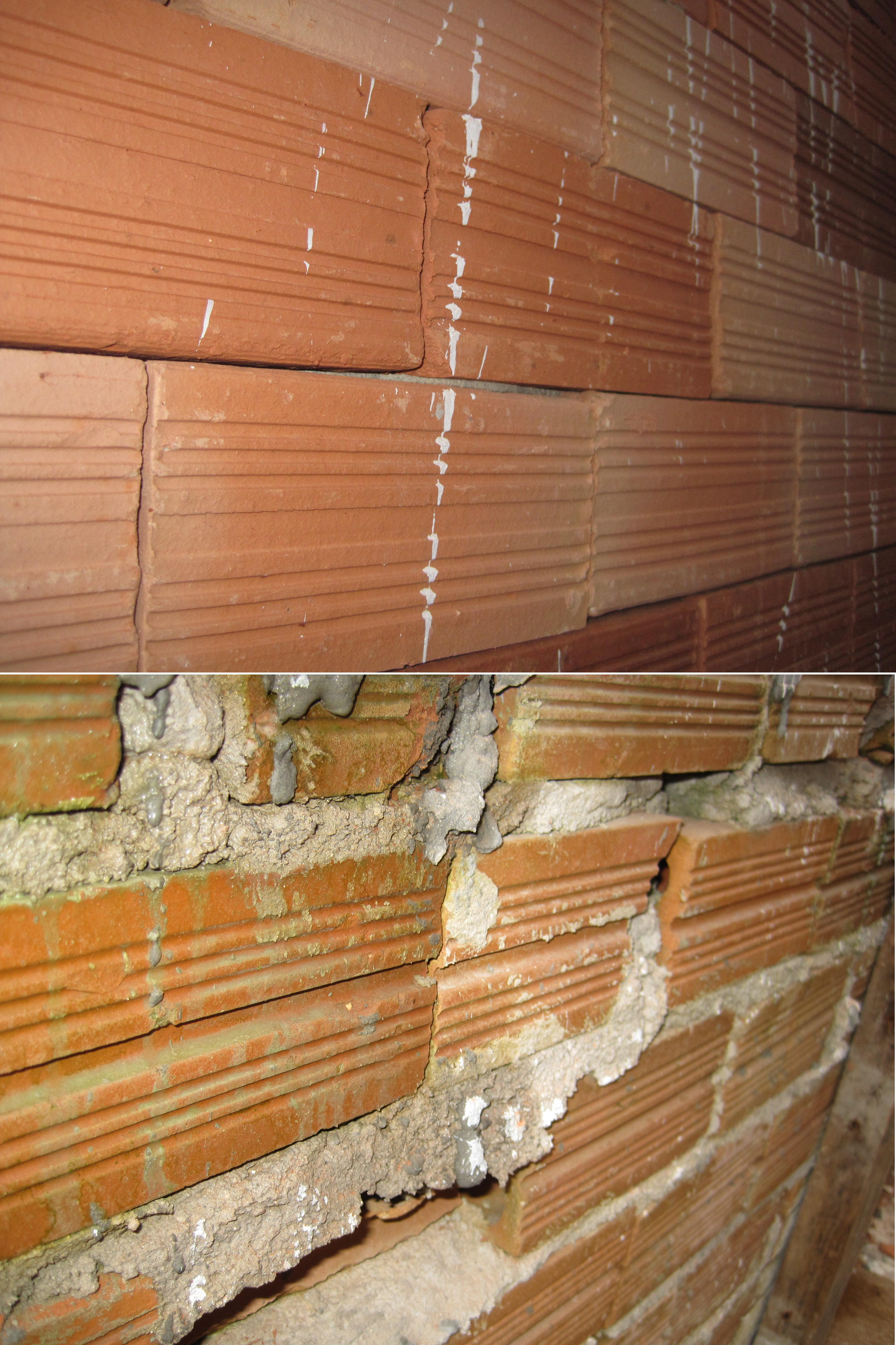
Parede construída com argamassa polimérica (acima) vs. parede construída com argamassa cimentícia (abaixo)

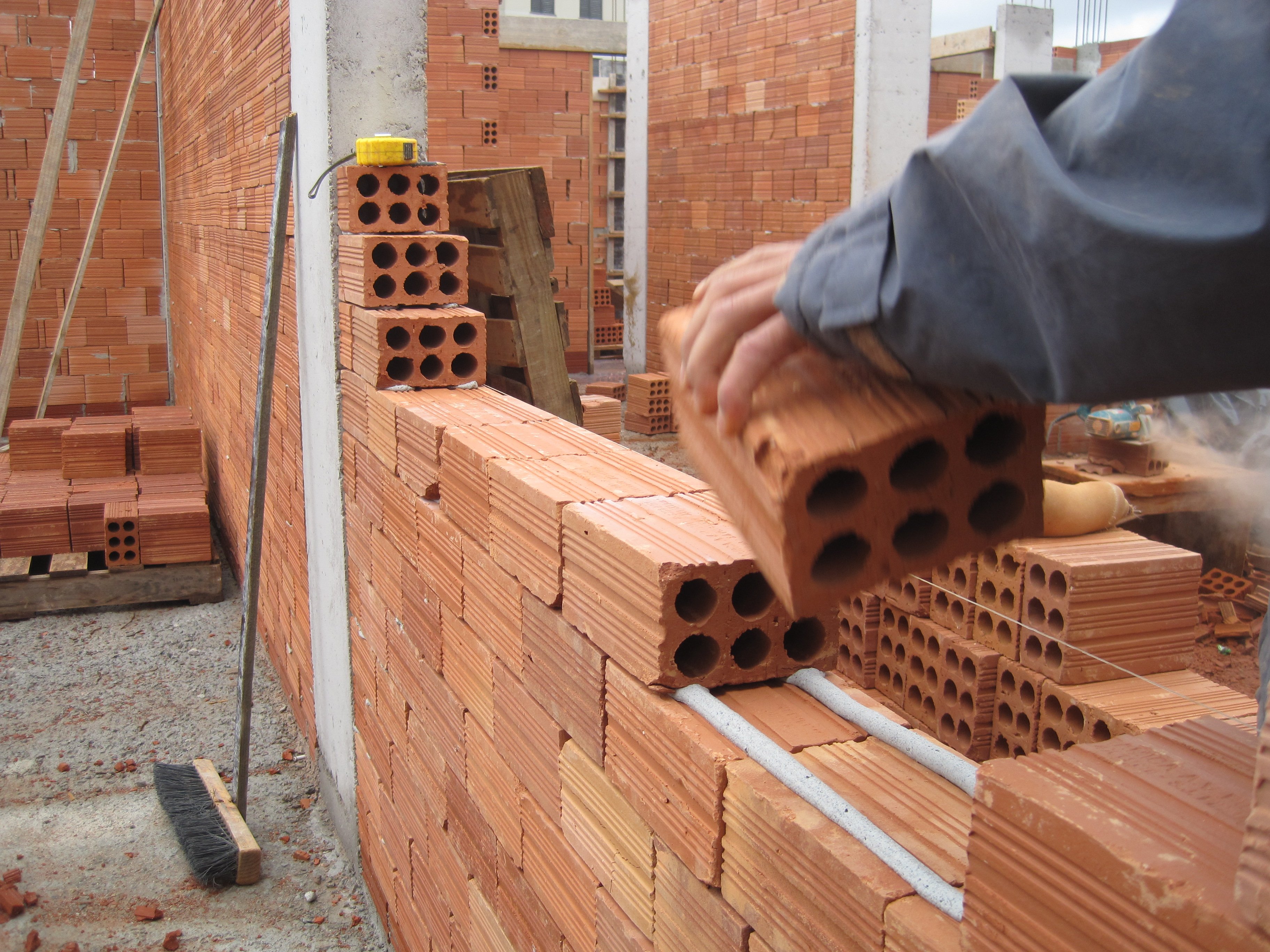
Assentamento de tijolo com argamassa polimérica em uma obra

Argamassa polimérica, Composto Polimérico para Assentamento ou Argamassa sintética refere-se a uma classe de argamassas que servem de opção à argamassa convencional ou argamassa cimentícia e também à argamassa (Massa Industrializada) para aplicações na construção, nas etapas de alvenaria e revestimento.
O termo argamassa polimérica também é utilizado para descrever algumas argamassas cimentícias que contenham aditivos poliméricos para melhorar seu desempenho ou alterar suas propriedades.
As argamassas poliméricas são aplicadas para o assentamento de tijolos ou blocos na execução de alvenarias de vedação (paredes). Recentemente as argamassas poliméricas também tem sido utilizadas para o assentamento de pisos, azulejos e pastilhas durante o revestimento.
Na aplicação em alvenarias, a argamassa polimérica apresenta diferenças em termos de rendimento e velocidade de aplicação, além de serem comercializadas já na forma de massa pronta o que reduz potencialmente o custo com mão de obra no preparo.

## História
A primeira formulação de uma argamassa polimérica de que se tem notícia foi publicada em uma revista norte americana em 1981 e a tecnologia básica empregada na formulação química já existia na década de 1970. No entanto, esta categoria de produto foi pouco difundida no Brasil até o ano de 2011, quando as argamassas polimérica começaram a ser oferecidas por alguns fabricantes no mercado de construção civil do Brasil.
Em 2016 foi criada uma comissão ABNT/CEE-226 Comissão de Estudo Especial de Composto Polimérico para Assentamento para normatização do composto no que tange terminologia, requisitos e desempenho esperado.
Foram publicadas em 27/03/2017 as normas ABNT NBR 16590, partes 1 e 2, que tratam do Composto Polimérico para Assentamento de Alvenaria de Vedação, o que garante  mais segurança aos construtores na aquisição e utilização desses produtos de empresas que deverão (a partir da data de publicação) comprovar o atendimento dos requisitos e métodos nelas estabelecidos.
Dessa forma, a Argamassa Polimérica não é mais considerada um produto/sistema inovador, podendo ser aplicada sem restrições para sistemas de vedação vertical em obras públicas ou privadas.

## Características
Uma das principais características da argamassa polimérica é que, ao contrário das argamassas convencionais, que são comercializadas em pó, a argamassa polimérica é comercializada em estado pastoso e pronto (massa) para a utilização, sem necessitar a adição de água ou aditivos no momento da aplicação.
Por se tratar de um produto elastomérico, a argamassa polimérica apresenta um baixo Módulo de Young associado a uma resistência à compressão entre 3,0 MPa e 5,0 MPa o que proporciona, apesar da menor quantidade aplicada, características construtivas que favorecem o não aparecimento de patologias típicas tais como trincas e falhas na alvenaria.
Para sua caracterização e confiabilidade, as argamassa poliméricas devem se submeter aos mesmos testes e ensaios das argamassas cimentícias tanto para aplicação em alvenaria como para revestimentos de pisos e azulejos.

## Rendimento
O rendimento da argamassa polimérica para alvenaria varia em função do tipo de bloco mas, em média, é de 1,5 kg/m². Comparativamente à argamassa cimentícia, rende pelo menos vinte vezes mais. O rendimento da argamassa polimérica aplicada em sobreposição de pisos varia entre 1,0 kg/m² e 3,0 kg/m² em função da planeza da superfície de aplicação.

## Sustentabilidade
Argamassas poliméricas são reconhecidas pelo forte apelo ecológico por não conterem em sua formulação os dois principais ingredientes da argamassa cimentícia, ambos impactantes ao meio ambiente:
1. Cimento Portland:
De acordo com o SNIC (Sindicato Nacional da Indústria de Cimento), a fabricação de 1 kg de cimento emite mais de 600 gramas de CO2 na atmosfera. Estas emissões se dão devido ao processo de decarbonificação das matérias primas e devido ao consumo de energia necessário para chegar a temperaturas de até 1450 ºC no seu processo de fabricação. Estima-se que a indústria do cimento responde por aproximadamente 5% do total de CO2 emitido pelo homem.
2. Areia de rios:
Por eliminar a necessidade do uso de areia na mistura da argamassa convencional, a argamassa polimérica contribui para diminuir a retirada deste material dos leitos de rios, evitando os problemas ambientais associados com esta prática.[2]

Além disso, as argamassas poliméricas reduzem o desperdício de materiais na construção e o consumo de energia elétrica necessário ao processo de mistura com betoneira.

## Composição química
A composição química das argamassas poliméricas deve conter resinas sintéticas, cargas minerais e diversos aditivos como espessantes, bactericidas, impermeabilizantes estabilizantes. Diferenças de formulações, tipos, quantidades e qualidade de matérias primas utilizadas na formulação resultam em significantes diferenças de características mecânicas, desempenho estrutural e durabilidade entre as argamassas poliméricas atualmente existentes no mercado.

## Vantagens
As vantagens estão associadas ao alto rendimento e o aumento da produtividade nas fase de alvenaria. Além disso, como o produto não é a granel e possui maior rendimento, há melhor controle de estoque e redução do custo logístico. A utilização da argamassa polimérica, conforme informações dos fabricantes, garantem um aumento de produtividade de pelo menos 50% e redução do custo total da alvenaria de pelo menos 40%.

## Limitações
Em função da espessura da junta vertical e horizontal, a argamassa polimérica deve ser utilizada com blocos sem defeito e sua aplicação se dá somente na alvenaria de vedação. Para aplicação em revestimentos de piso ou azulejo, a planeza da superfície deve ser o mais próxima de zero.

## Aplicação
A aplicação da argamassa polimérica pode ser realizada através da própria embalagem, pistola ou equipamento pneumático. Tipicamente são aplicados dois ou três cordões contínuos da argamassa sobre as fiadas de blocos ou tijolos. São preenchidas as juntas verticais com a própria argamassa polimérica. Em função da forma construtiva e da qualidade do bloco, pode ser utilizada argamassa convencional para garantir o nível da primeira fiada e no encunhamento.
As argamassa poliméricas vem sendo utilizadas em diversas obras para alvenaria de vedação, com destaque para as arenas do Parque Olímpico Rio 2016.
Para aplicação em pisos e azulejos, com uma maior concentração de polímeros, utiliza-se espátula denteada. Essa aplicação pode servir para pisos e azulejos novos ou para sobreposição em revestimentos existentes. Nesse caso, o produto é tipicamente fornecido em baldes de 5 kg e 30 kg.

## Normatização
As normas ABNT NBR 16590, partes 1 e 2 tratam de requisitos relacionados a apresentação, embalagem, caracterização e desempenho do produto. Desempenho: considerando que a Argamassa Polimérica é aplicada para a formação de sistemas verticais de vedação interna e externa, devem ser atendidos todos os requisitos estabelecidos pela ABNT NBR 15575-4. São estes: resistência mecânica, estanqueidade à passagem de água e pressão de vento, desempenho acústico, desempenho térmico e resistência ao fogo, observando as condições de análise referentes à caracterização de bloco, espessura de revestimento, argamassa de revestimento e composto polimérico para assentamento.  Isto garante segurança mecânica, acústica e ao fogo da parede construída.
Caracterização: o material deve, de acordo com o ensaio de Espectroscopia por absorção no infravermelho, apresentar padrão espectroscópico de material constituído por composto polimérico compatível com uma resina acrílica estirenada. Além disso, a Análise termogravimétrica (TGA) deve apontar o atendimento dos percentuais de perda de massa para condições de temperatura estabelecidas. O índice de consistência é informativo e deve ser estável ao longo do ciclo de vida do produto embalado até o limite da validade. Isto garante qualidade e durabilidade ao longo do ciclo de vida da obra .
Aplicação: a Argamassa Polimérica deve ser aplicada respeitando os seguintes aspectos: a) o assentamento da primeira fiada com argamassa convencional deve ocorrer de modo que as irregularidades no sistema de piso sejam minimizadas, ou que seja garantido o uso de piso com planicidade adequada;  b) o composto polimérico deve ser aplicado em no mínimo dois cordões na horizontal, sendo a espessura anterior ao assentamento de 10 mm ± 2 mm sobre a superfície de assentamento (do bloco ou tijolo);  c) as juntas verticais entre blocos podem ser preenchidas ou não;  d) na composição das paredes, os compostos poliméricos podem ser empregados no encunhamento, contanto que tal informação seja apresentada pelo fabricante e comprovadamente demonstrada a eficiência para este fim.
Apresentação e Embalagem: a embalagem deve ser impermeável, selada ou valvulada, garantindo a estanqueidade a água. O fabricante deve informar os requisitos para armazenamento e manuseio e a identificação do produto deve conter as seguintes informações:  a) nome comercial ou genérico;  b) nome do fabricante;  c) massa, em quilogramas, da embalagem;  d) indicação do atendimento à norma;  e) número do lote e data de fabricação;  f) nome do químico responsável.

O Professor Doutor do Programa de Pós-Graduação em Engenharia Civil e do Mestrado Profissional de Arquitetura e Urbanismo da Unisinos e Diretor de Eventos do Instituto Brasileiro do Concreto (Ibracon), Bernardo Fonseca Tutikian, contribuiu para a redação da norma, explica o que muda com a norma.